# Carl Wilhelm Leopold Krug
Carl (o Karl) Wilhelm Leopold Krug  ( 1833-1898) fue un empresario, botánico, etnólogo, y diplomático alemán.
Fue diplomático por once años (de 1857 a 1867) en la legación germana de Puerto Rico, realizando en sus tiempos libres, extensas expediciones botánicas en búsqueda de especímenes, también de pteridofitas.
- La abreviatura «Krug» se emplea para indicar a Carl Wilhelm Leopold Krug como autoridad en la descripción y clasificación científica de los vegetales.[1]

Unos 730 registros se poseen de sus identificaciones y clasificaciones de nuevas especies, las que publicaba habitualmente en : Bot. Jahrb. Syst.; Notizbl. Königl. Bot. Gart. Berlin; Symb. Antill.; Ann. Inst. Col. Marseille; Fl. Phan. Antill. Franc.

## Honores

### Epónimos
Géneros
- (Myrtaceae) Krugia Urb.
- (Rhamnaceae) Krugiodendron Urb.

Especies
| - (Acanthaceae) Diapedium krugii Britton - (Acanthaceae) Dicliptera krugii Urb. - (Araceae) Philodendron krugii Engl. - (Cyperaceae) Cyperus krugii Boeckeler | - (Ericaceae) Thibaudia krugii Urb. & Hoerold - (Lauraceae) Mutisiopersea krugii (Mez) Kosterm. - (Lauraceae) Ocotea krugii (Mez) R.A.Howard - (Melastomataceae) Acinodendron krugii (Cogn.) Kuntze | - (Melastomataceae) Leandra krugii (Cogn.) Judd & Skean - (Melastomataceae) Ossaea krugii (Cogn.) Michelang. & Bécquer - (Myrtaceae) Calyptranthes krugii Kiaersk. - (Orchidaceae) Encyclia krugii (Bello) Britton & P.Wilson | - (Orchidaceae) Psychilis krugii (Bello) Sauleda - (Polygonaceae) Persicaria krugii H.Gross & Loes. - (Rubiaceae) Coffea krugii A.Chev. - (Sapotaceae) Chrysophyllum krugii Pierre ex Urb. |